# Рябок пустельний
Рябок пустельний (Pterocles exustus) — вид птахів родини рябкових (Pteroclidae).

## Поширення
Вид поширений в Африці та Азії. В Африці його ареал займає тонку смугу південніше Сахари від Мавританії та Сенегалу через Малі, Нігер, Чад, Судан до Кенії і Танзанії. В Азії вид поширений на Аравійському півострові, на півдні Ірану, в Пакистані та Індії. Траплявся в долині Нілу в центральній частині Єгипту, але востаннє його там спостерігали у 1979 році. Живе у кам'янистих напівпустелях та степах. Уникає піщаних пустель.

## Опис
Птах середнього розміру, завдовжки 31—33 см. Розмах крил — 48—51 см. Вага тіла — 140—240 г. В забарвленні наявний статевий диморфізм. Самці вохряного кольору, голова світліша. Тонка чорна лінія відокремлює верхню частину грудей від темно-коричневого живота. Лопатки і центральна частина спини позначені світло-жовтими плямами з чорною облямівкою. Низ крил темно-коричневий. У самиць спина, крила, хвіст та груди вкриті чорним та білими смужками.

## Спосіб життя
Живе на відкритих ділянках з кам'янистими ґрунтами, напівпосушливих ділянках на краях пустель, рівнинах без дерев. Поза сезоном розмноження трапляється численними зграями. Живиться насінням та ягодами, рідше травами, листям, бруньками, цвітом. Основу раціону складає насіння бобових. Ковтає пісок та дрібні камінці, щоб покращити травлення.
Сезон розсноження залежить від регіону і приурочений до сезону дощів. Утворює моногамну пару. Паруванню передує залицяння самця. Гніздо — неглибока ямка в ґрунті між травами або під кущем, вистелена шматочками висушеної рослинності. У гнізді два-три яйця. Обидві статі по черзі висиджують кладку (самець насиджує вночі, самиця вдень). Інкубація триває 20-23 дні. Пташенята з батьками залишають гніздо через кілька годин після вилуплення. Молодь сама живиться, але батьки постачають їх водою, іноді пролітаючи до 30 км до найближчої водойми. Приблизно за місяць пташенята оперяються і можуть літати.